# Benjamin Kern
Benjamin Kern (Göppingen, Baden-Württemberg, 5 de novembre de 1983) és un exfutbolista alemany que  jugava de centrecampista.